# Nakvak Brook
Der Nakvak Brook ist ein etwa 72 km langer Zufluss der Labradorsee im Norden von Labrador in der kanadischen Provinz Neufundland und Labrador.

## Flusslauf
Der Nakvak Brook durchfließt den äußersten Süden des Torngat-Mountains-Nationalparks. Er entspringt im Süden der Torngat Mountains auf einer Höhe von etwa 940 m. Er fließt anfangs 10 Kilometer in südwestlicher Richtung. Anschließend wendet er sich auf den folgenden 40 Kilometern nach Osten. Auf den letzten 20 Kilometern fließt er nach Süden und mündet in das Nordufer des Saglek-Fjord, einer langgestreckten Bucht an der Ostküste von Labrador. Der Nakvak Brook entwässert ein Areal von 844 km². Bei Flusskilometer 17,7 und 37,0 sowie 38,6 befinden sich Wasserfälle mit Höhen von 4,6 m, 9,2 m und 15,3 m. Alle drei Wasserfälle werden als unüberwindbar für Wanderfische angesehen.

## Flussfauna
Im unteren Flusssystem kommt der Wandersaibling vor.